# Brymela parkeriana
Brymela parkeriana là một loài Rêu trong họ Hookeriaceae. Loài này được (Hook. & Grev.) W.R. Buck mô tả khoa học đầu tiên năm 1987.